# Rundstechrochen
Die Rundstechrochen (Urolophidae) sind in warmen Bereichen im Atlantik und im Indopazifik verbreitet.

## Merkmale
Die eher kleinen Rochen werden 11 bis 80 Zentimeter lang. Sie haben eine kleine Schwanzflosse, die einen gesägten Stachel trägt. Einige australische Arten der Gattung Trygonoptera besitzen auch eine Rückenflosse. Ihre Körperscheibe ist ungefähr 1,3 mal breiter als lang. Rundstechrochen sind lebendgebärend.

## Systematik

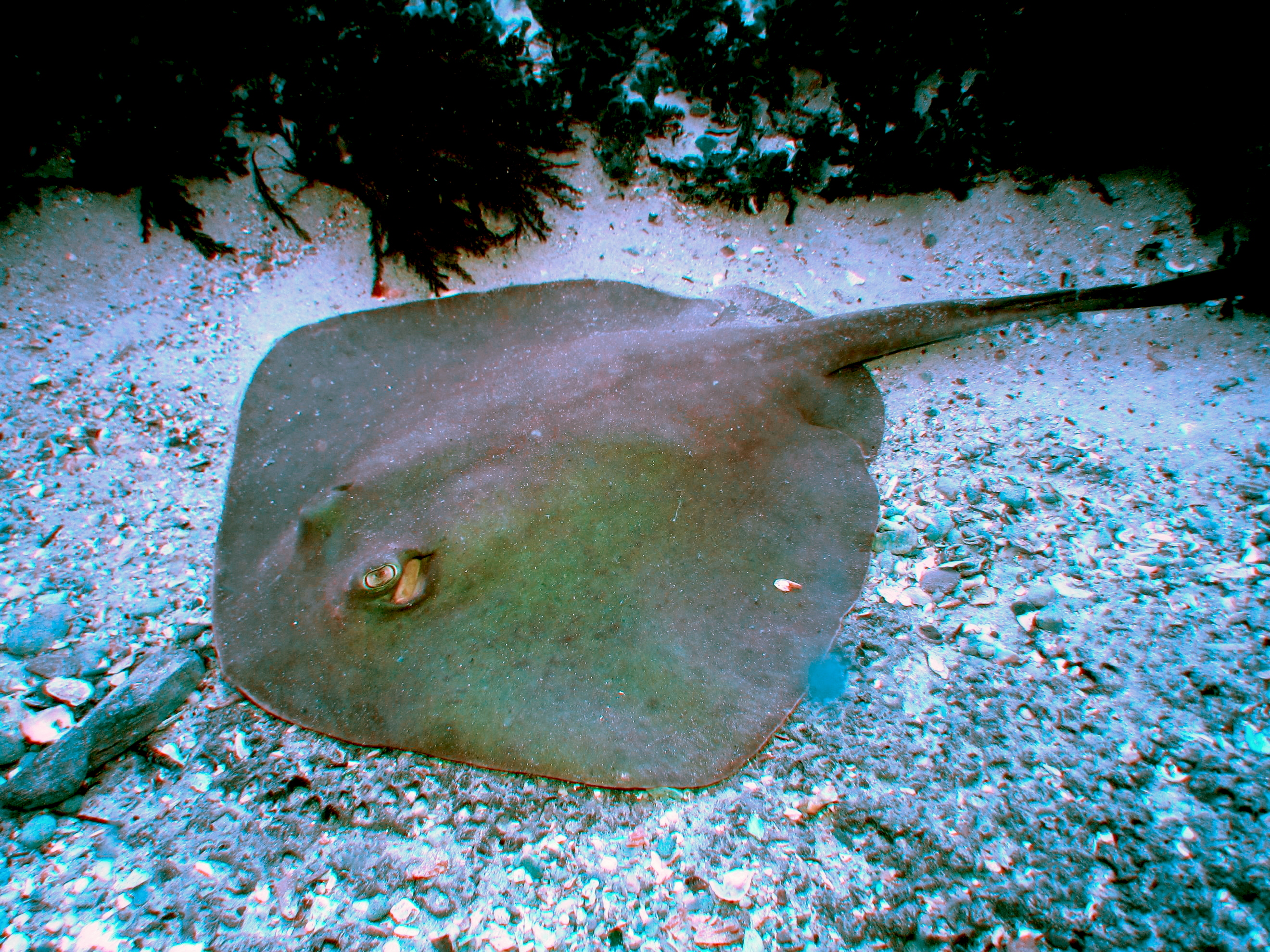
Trygonoptera imitata

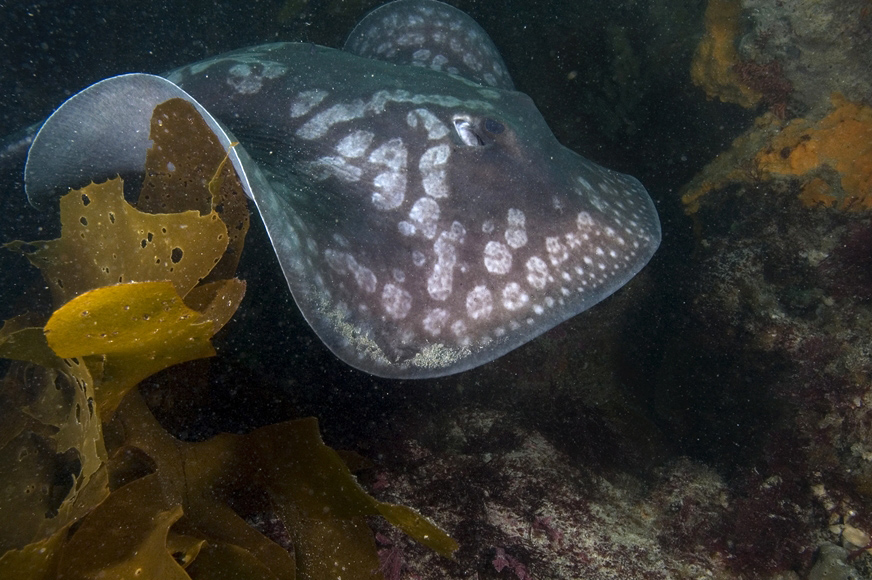
Urolophus gigas

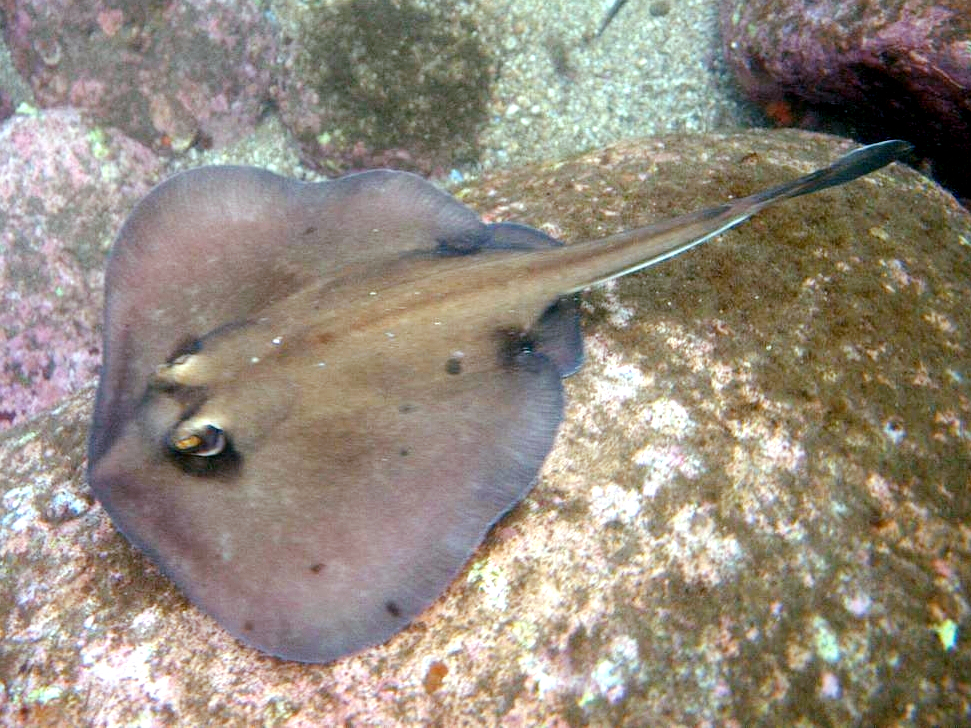
Urolophus kapalensis

Es gibt drei Gattungen mit 24 Arten:
- Gattung Spinilophus Yearsley & Last, 2016[1]
  - Spinilophus armatus (Valenciennes, 1841).
- Gattung Trygonoptera
  - Trygonoptera galba Last & Yearsley, 2008
  - Trygonoptera imitata Yearsley, Last & Gomon, 2008
  - Trygonoptera mucosa (Whitley, 1939).
  - Trygonoptera ovalis Last & Gomon, 1987.
  - Trygonoptera personata Last & Gomon, 1987.
  - Trygonoptera testacea Müller & Henle, 1841.
- Gattung Urolophus
  - Urolophus aurantiacus Müller & Henle, 1841.
  - Urolophus bucculentus Macleay, 1884.
  - Urolophus circularis McKay, 1966.
  - Urolophus cruciatus (Lacépède, 1804).
  - Urolophus deforgesi Séret & Last, 2003.
  - Urolophus expansus McCulloch, 1916.
  - Urolophus flavomosaicus Last & Gomon, 1987.
  - Urolophus gigas Scott, 1954.
  - Urolophus javanicus (Martens, 1864).
  - Urolophus kaianus Günther, 1880.
  - Urolophus lobatus McKay, 1966.
  - Urolophus mitosis Last & Gomon, 1987.
  - Urolophus neocaledoniensis Séret & Last, 2003.
  - Urolophus orarius Last & Gomon, 1987.
  - Urolophus papilio Séret & Last, 2003.
  - Urolophus paucimaculatus Dixon, 1969.
  - Urolophus piperatus Séret & Last, 2003.
  - Urolophus sufflavus Whitley, 1929.
  - Urolophus viridis McCulloch, 1916.
  - Urolophus westraliensis Last & Gomon, 1987.